# Dzong
| Tibetische Bezeichnung        |
| ----------------------------- |
| Tibetische Schrift: རྫོང་       |
| Wylie-Transliteration: rDzong |
| Chinesische Bezeichnung       |
| Vereinfacht: 宗               |
| Pinyin:zōng                   |

Dzong ist die Bezeichnung für buddhistische Klosterburgen in Bhutan und Tibet sowie, in kleinerem Umfang, auch in anderen tibetisch geprägten Gebieten im Himalaya (z. B. Ladakh und Sikkim).  Darauf basierend werden häufig auch die entsprechenden, ihnen zugeordneten Verwaltungseinheiten Dzong genannt.

## Dzong in Bhutan
In jedem der 20 Distrikte (dzongkhag) Bhutans gibt es zumindest eine dieser Klosterfestungen, die als Kern des früheren feudalistischen Systems sowohl religiöses Zentrum und als auch Sitz der Verwaltung des jeweiligen Distrikts waren. Daher besteht jede dieser Festungen aus einem religiösen und einem weltlichen Teil.
Das sind die Festungen und ihre Lage im Einzelnen:
| Nr. | Bezirk           | Dzong                  | erbaut  | Anmerkungen                                               | Bild           |
| --- | ---------------- | ---------------------- | ------- | --------------------------------------------------------- | -------------- |
| 1   | Bumthang         | Jakar-Dzong            | 1646    |                                                           | weitere Bilder |
| 2   | Chukha           | Chukha-Dzong           |         |                                                           |                |
| 3   | Dagana           | Dagana-Dzong           |         |                                                           |                |
| 4   | Gasa             | Gasa-Dzong             | 17. Jh. |                                                           | weitere Bilder |
| 5   | Haa              | Haa-Dzong              | 1913    |                                                           | weitere Bilder |
| 6   | Lhuntse          | Lhuentse-Dzong         | 1654    |                                                           | weitere Bilder |
| 7   | Mongar           | Mongar-Dzong           |         |                                                           |                |
| 8   | Paro             | Drukyel-Dzong          | 1647    | Ruine                                                     | weitere Bilder |
| 8   | Paro             | Paro-Dzong             | 15. Jh. | auch Rinpung-Dzong genannt, Sitz der Distriktverwaltung   | weitere Bilder |
| 9   | Pemagatshel      | Pemagatshel-Dzong      |         |                                                           |                |
| 10  | Punakha          | Punakha-Dzong          | 1637/38 | Krönungsort der Drachenkönige und bis 1965 Regierungssitz | weitere Bilder |
| 11  | Samdrup Jongkhar | Samdrup-Jongkhar-Dzong |         |                                                           |                |
| 12  | Samtse           | Samtse-Dzong           |         |                                                           |                |
| 13  | Sarpang          | Sarpang-Dzong          |         |                                                           |                |
| 14  | Thimphu          | Tashichho-Dzong        | 1216    | seit 1965 Regierungssitz                                  | weitere Bilder |
| 14  | Thimphu          | Semtokha-Dzong         | 1629–32 |                                                           | weitere Bilder |
| 14  | Thimphu          | Lingzhi-Yügyal-Dzong   |         |                                                           | weitere Bilder |
| 15  | Trashigang       | Trashigang-Dzong       | 1659    |                                                           | weitere Bilder |
| 16  | Trashiyangtse    | Trashiyangtse-Dzong    |         |                                                           | weitere Bilder |
| 17  | Trongsa          | Trongsa-Dzong          | 1647    | größter Dzong in Bhutan                                   | weitere Bilder |
| 18  | Tsirang          | Tsirang-Dzong          |         |                                                           | weitere Bilder |
| 19  | Wangdue Phodrang | Wache-Dzong            | 13. Jh. |                                                           |                |
| 19  | Wangdue Phodrang | Wangdue-Phodrang-Dzong | 1638    |                                                           | weitere Bilder |
| 20  | Zhemgang         | Zhemgang-Dzong         |         |                                                           |                |

Eine Gruppe von fünf dieser Dzongs (Punakha-, Wangdue-Phodrang-, Paro-, Trongsa- und Dagana-Dzong) steht unter der Bezeichnung "Dzongs: Zentren der weltlichen und religiösen Obrigkeiten" auf der Tentativliste Bhutans für die Aufnahme in das UNESCO-Welterbe. Als eigenes Objekt steht auch die Ruine von Drukgyel-Dzong auf dieser Liste.

## Dzong in Tibet
Bekannte erhaltene oder noch weiter in Form von Ruinen erkenntliche Dzongs in Tibet sind:
1. Chitishio Dzong (auch: Dzong Chidesho)
2. Kampa Dzong im Kreis Gamba
3. Gobshi Dzong
4. Die Ruinen des Gonggar Dzong (auch Kongka Dzong oder Gonkar Dzong), Gongkar Chöde
5. Festung von Gyangzê (auch Gyantse Dzong)
6. Metog Dzong
7. Ruinenreste des Nangkartse Dzong, Nagarzê, Kreis Nagarzê, liegen südwestlich des großen Yamdrok-Tso-Sees
8. Die Anlage des Pelkhor Chöde ist mit ihren weiträumigen Verteidigungsanlagen als eine Kirchenburg aufgebaut
9. Phari Dzong bei Pagri,
10. Der Potala-Palast in  Lhasa, Palast und Weiterentwicklung eines Dzong, der den Shigatse Dzong zum Vorbild hatte.
11. Der ehemalige Dzong Rimbung, stand in der Gemeinde Rinbung, Kreis Rinbung
12. Ruinen des Shelkar Dzong (tib.: shel dkar rdzong; „Festung Weißer Kristall“) im Kreis Tingri (siehe auch unter auch: Latö Lho)
13. Shigatse Dzong in Samzhubzê 1961 zerstört, 2005/07 neu aufgebaut
14. Der Shepheling Dzong, 1967 zu großen Teilen zerstört, Kreis Burang
15. Tegla Kar nahe dem Shepheling-Kloster und wie dieses 1967 zerstört, Kreis Burang
16. Tsechen Dzong (auch Shambu Tsegu), ca. 5 km nordwestlich von Gyantse im Dorf Tsechen, Kreis Gyangzê, 1904 im Rahmen des Britischen Tibetfeldzuges zerstört, Wallreste
17. Yumbhulakhang im Yarlung-Tal

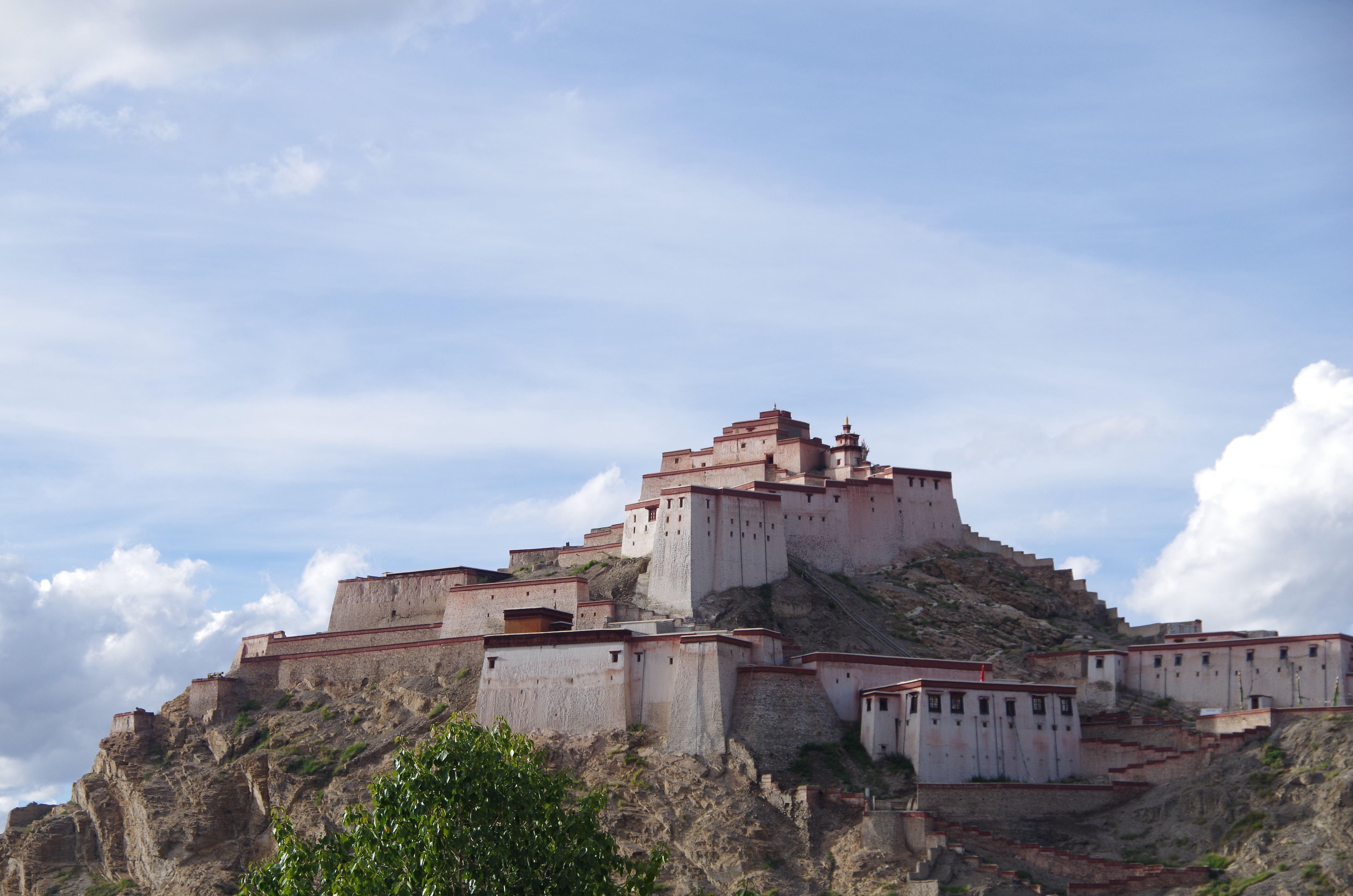
Gyantse Dzong 2015
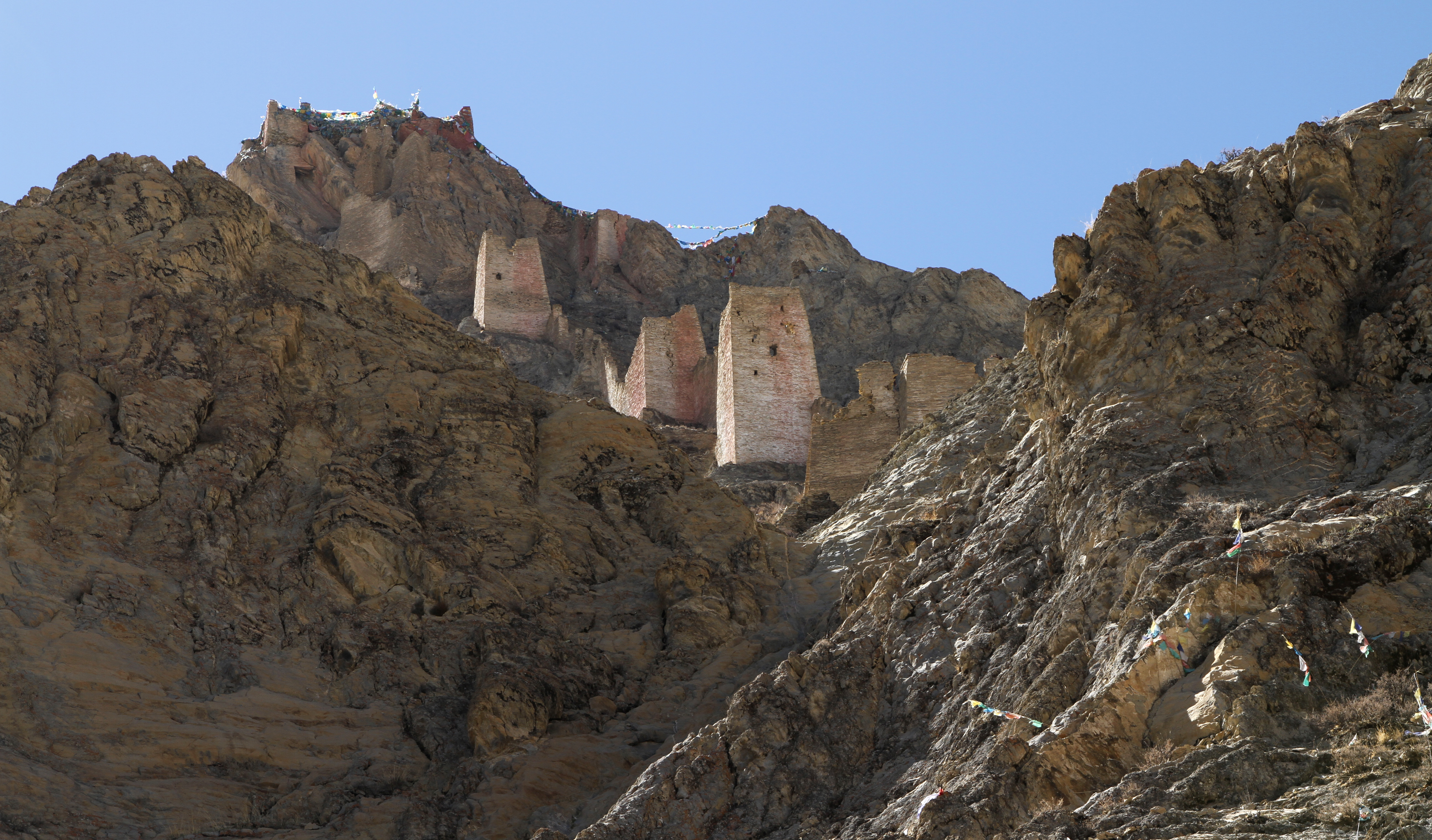
Die Turmruinen der Festung Weißer Kristall (Shelkar Dzong)
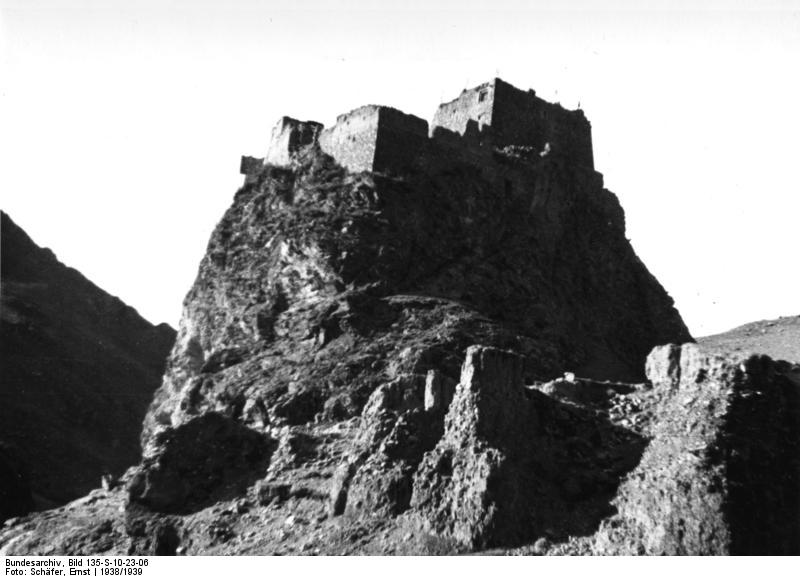
Gobshi Dzong, 1938
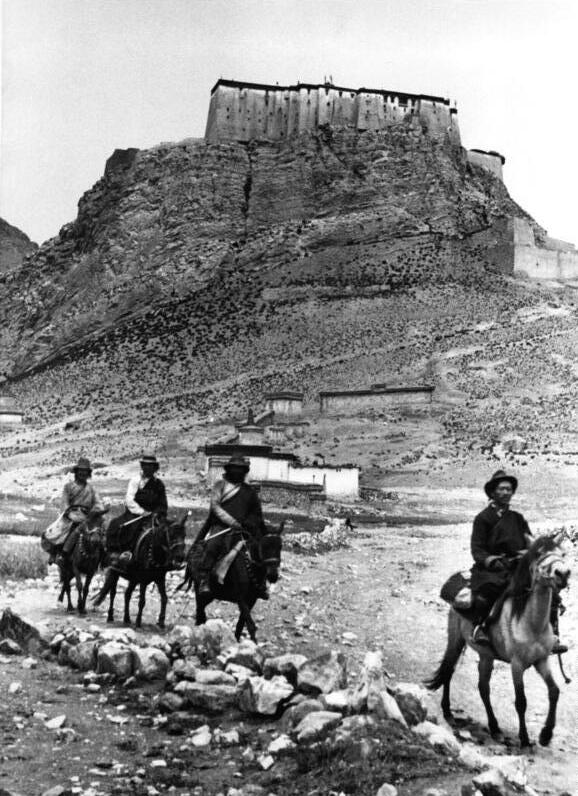
Kampa Dzong, 1938
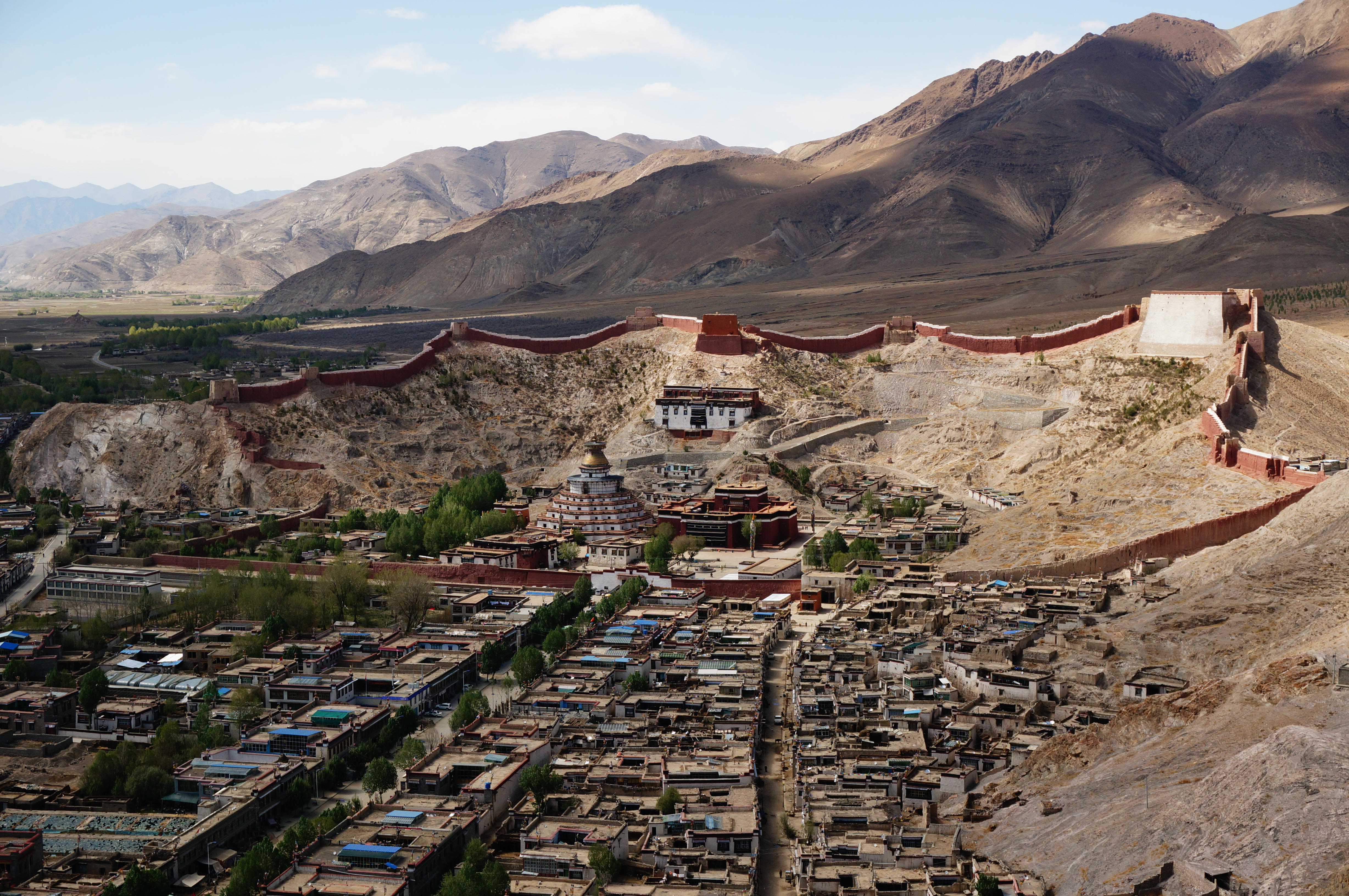
Die Kirchenburganlage des Palcho-Klosters (Pelkhor Chöde), 2014
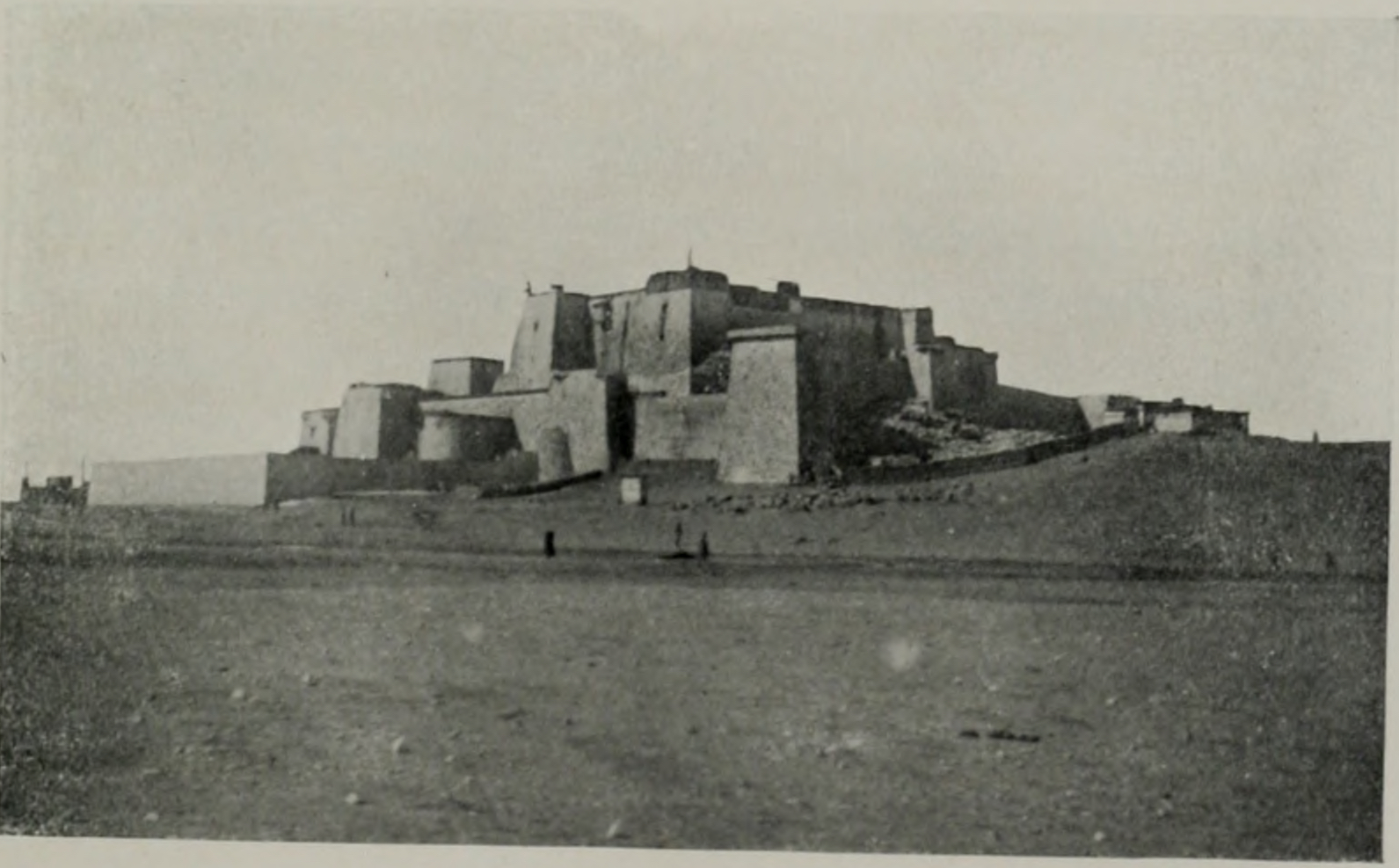
Phari Dzong, 1903
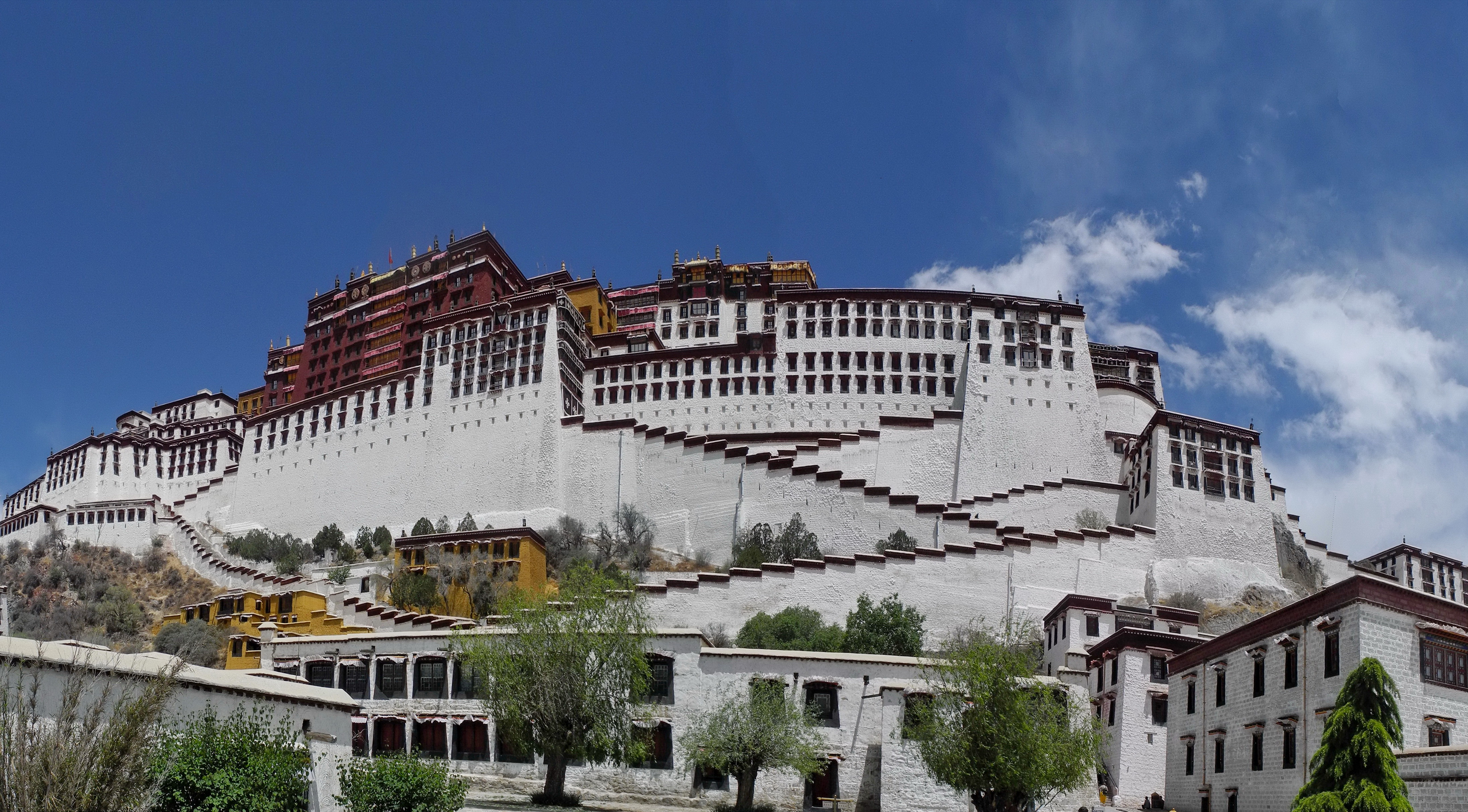
Der Potala-Palast in Lhasa, 2012
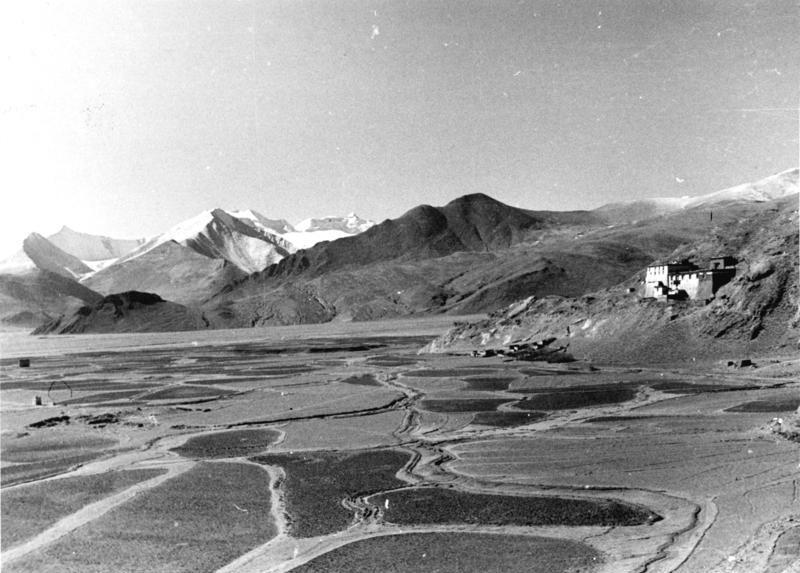
Das Nangkartse Dzong über dem Tal, ca. 1938
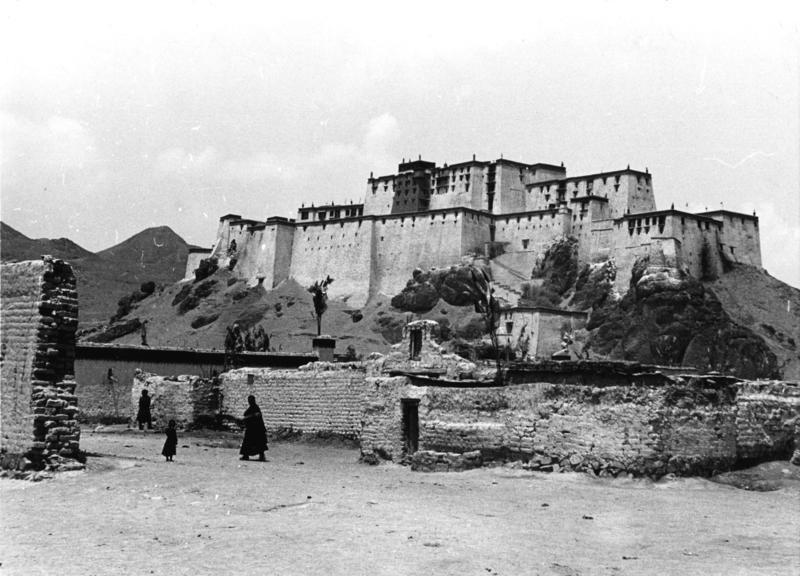
Shigatse Dzong, 1938
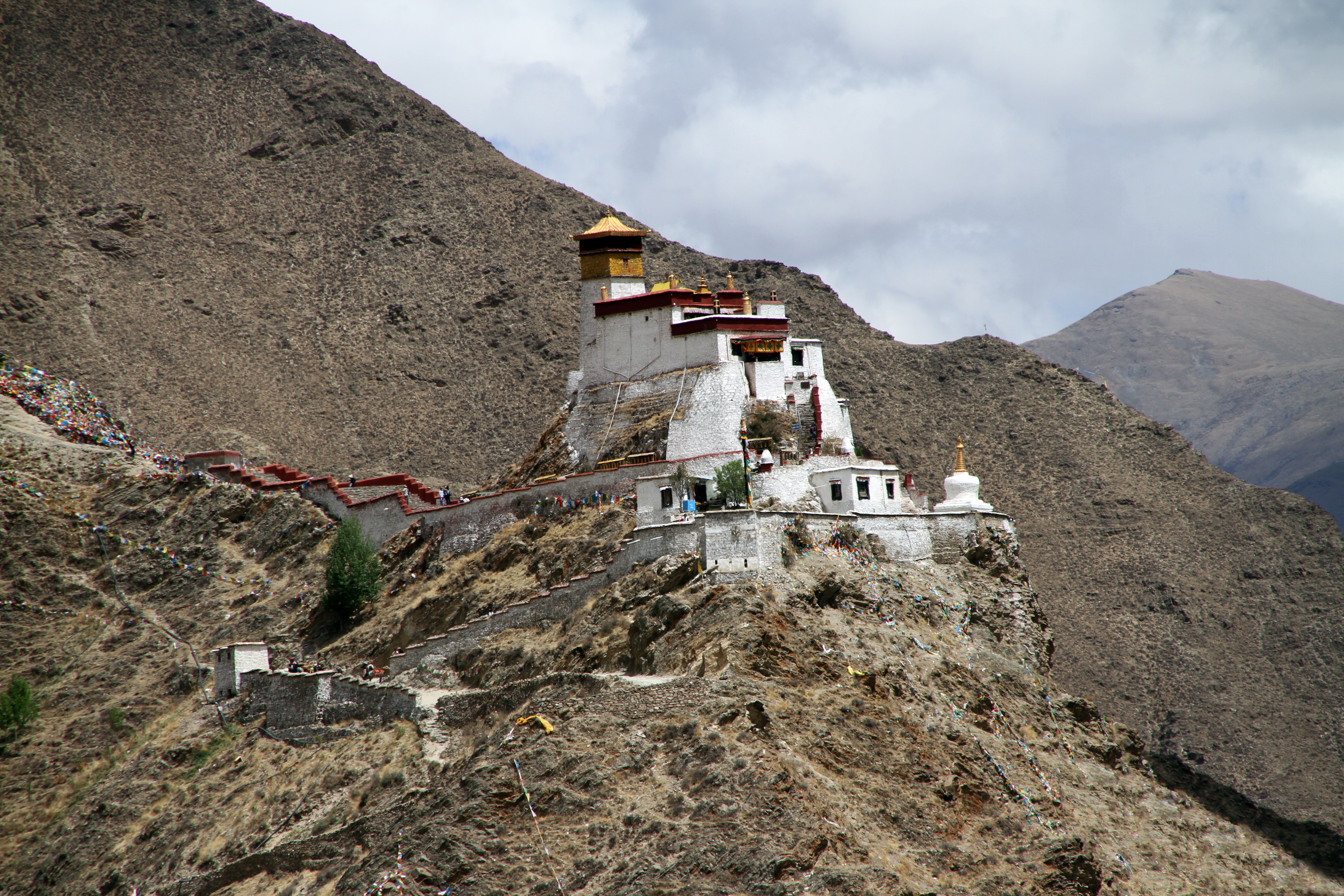
Das kleinere wiederaufgebaute Yumbhulakhang (Yumbu Lagang), 2014
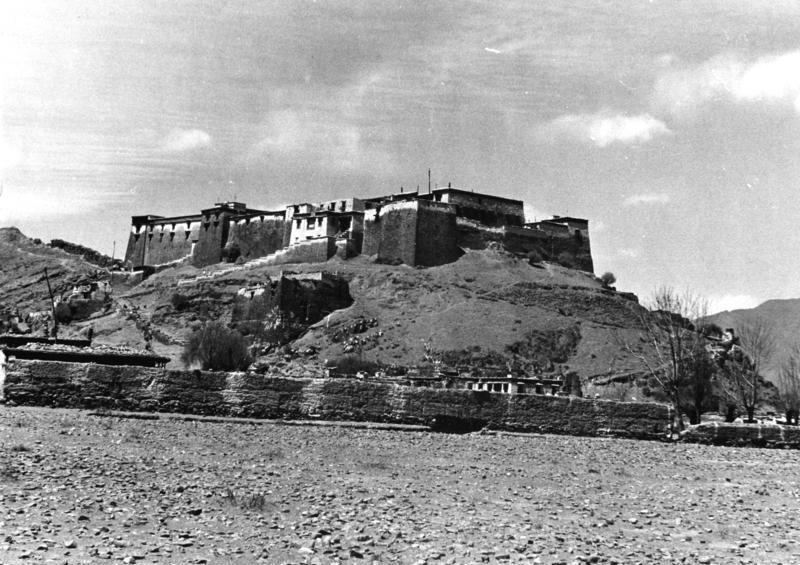
Chitishio Dzong, 1938
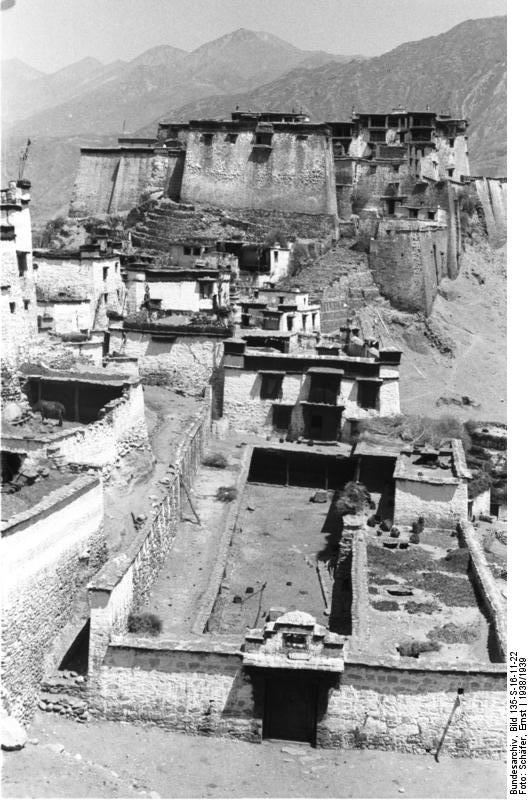
Dzong Rimbung, 1938
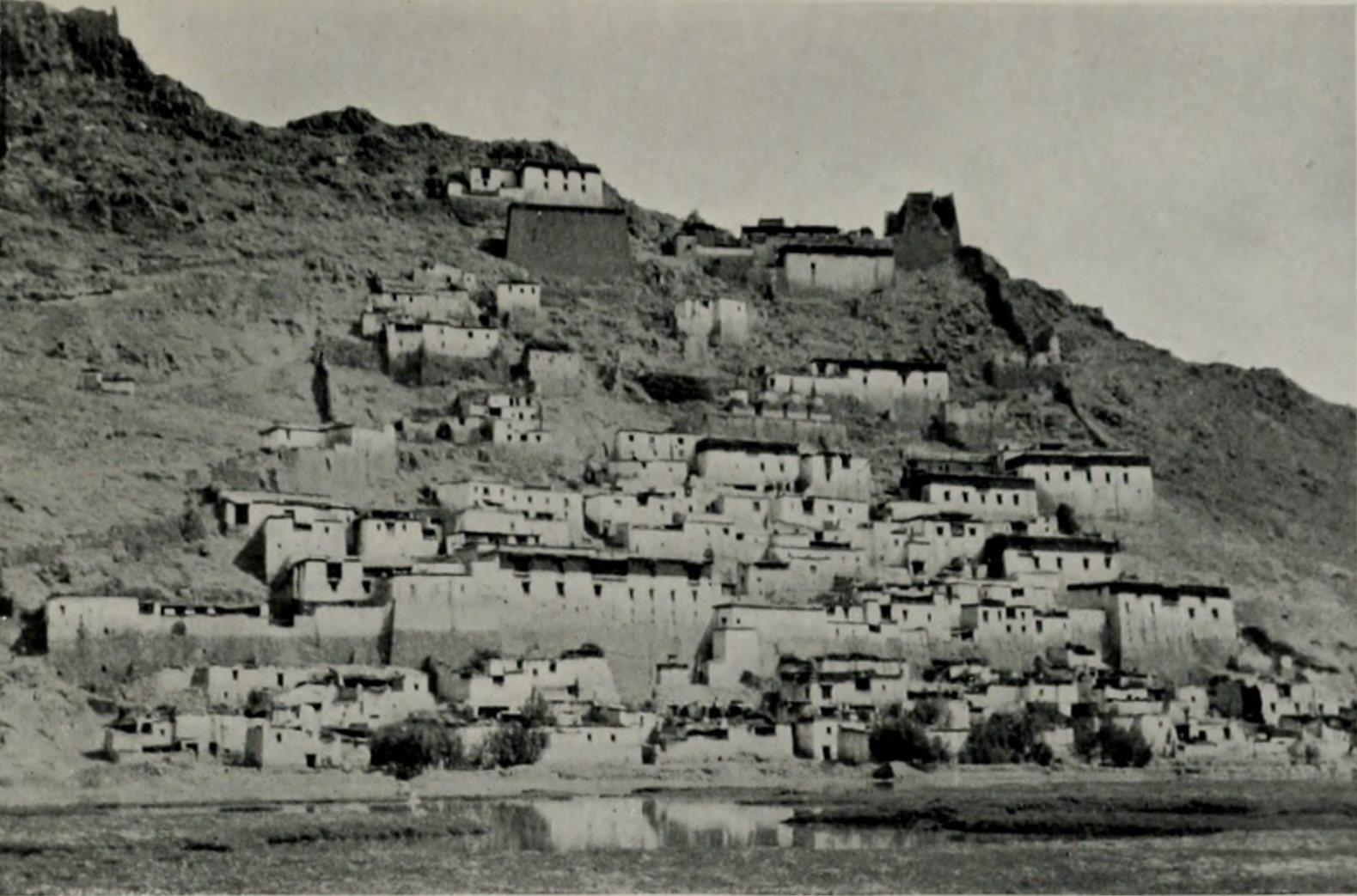
Reste des Tsechen Dzong oberhalb des sich unten am Berg befindlichen Ortes Tsechen, 1905

## Dzong in Ladakh
1. Hankar Dzong
2. Jangchub Dzong
3. Palast von Leh
4. Phug Kar Dzong
5. Urgyan Dzong